# Tom Stafford (Astronom)
| (12061) Alena     | 21. März 1998      |
| (12533) Edmond    | 2. Juni 1998       |
| (13324) 1998 SK2  | 18. September 1998 |
| (13436) Enid      | 17. November 1999  |
| (13688) Oklahoma  | 9. September 1997  |
| (14165) 1998 UZ   | 19. Oktober 1998   |
| (15162) 2000 GN2  | 5. April 2000      |
| (15904) Halstead  | 29. September 1997 |
| (16820) 1997 VA3  | 6. November 1997   |
| (18033) 1999 NR4  | 14. Juli 1999      |
| (19632) 1999 RP39 | 13. September 1999 |

Tom Stafford ist ein US-amerikanischer Astronom und Asteroidenentdecker.
Er arbeitet am Zeno Observatory (IAU-Code 727) in Edmond im US-Bundesstaat Oklahoma und entdeckte zwischen 1997 und 2000 insgesamt 40 Asteroiden.

## Quelle
- Lutz D. Schmadel: Dictionary of Minor Planet Names. 5th ed. Springer, Berlin 2003, ISBN 3-540-00238-3 (engl.) [Voransicht bei Google Book Search]